# Liste der Monuments historiques in Belluire
Die Liste der Monuments historiques in Belluire führt die Monuments historiques in der französischen Gemeinde Belluire auf.

## Liste der Bauwerke
| Bezeichnung       | Beschreibung                  | Standort | Kennzeichnung | Schutzstatus | Datum | Bild           |
| ----------------- | ----------------------------- | -------- | ------------- | ------------ | ----- | -------------- |
| Kirche St-Jacques | Erbaut im 12./13. Jahrhundert | (Lage)   | PA00104614    | Classé       | 1973  | weitere Bilder |

## Liste der Objekte
| Bezeichnung      | Beschreibung            | Standort                        | Kennzeichnung | Schutzstatus | Datum | Bild |
| ---------------- | ----------------------- | ------------------------------- | ------------- | ------------ | ----- | ---- |
| Kelch und Patene | Silber, 18. Jahrhundert | in der Kirche St-Jacques (Lage) | PM17001732    | Inscrit      | 1993  |      |